# E15
|  | No s'ha de confondre amb E015. |

La ruta europea E15 o E-15, amb un traçat de 3.627 km, uneix Algesires amb Inverness (Escòcia, Regne Unit) passant per:
- A Espanya: Màlaga, Motril, Almeria, Múrcia, Elx, Alacant, València, Castelló de la Plana, Tarragona, Barcelona
- A França: Narbona, Aurenja, Lió, París i Calais
- Al Regne Unit: Dover, Folkestone, Londres, Newcastle, Edimburg i Perth

A Espanya, el seu traçat coincideix totalment amb l'autopista AP-7.
L'E15, l'E09 i l'E90 són les tres úniques rutes europees que passen per Catalunya.